# Ichneumon hemimelanarius
Ichneumon hemimelanarius là một loài tò vò trong họ Ichneumonidae.